# Anders Mattsson (musiker)
Anders Mattsson, tidigare musiker i Nyckelharporkestern. Mattsson spelar nyckelharpa.

## Utmärkelser
- 1994 – Världsmästare i Modern nyckelharpa.